# Bomnedhal
Bomnedhalet eller kicking strappen er i skibsterminologi et en form for trim, der kontrollerer hvor stramt agterliget af sejlet skal være og dermed sejlets tvist. 
Det bruges ved rumskødssejlads. I nogle bådtyper, f.eks. Finnjollen, strammes bomnedhalet også på kryds i let luft.
Det består af en line med udveksling og/eller vægtstang, der går fra masten mellem bommen og dækket til bommen. Normalt er det slækt på kryds.
Bomnedhalets funktion er, at det bøjer masten bagover, så sejlet strækkes.
På nogle små sejlbåde er der intet bomnedhal. Derfor overtager skødet hvervet ved både at kontrollere bommens vandrette og lodrette vinkel. Når bommen er nær midten af båden, er skødet næsten lodret og kan dermed påvirke bommen med en nedadrettet kraft. Når skødet slækkes, bliver skødet vandret og udøver mindre nedadrettet kraft. 